# Ullkaktussläktet
Ullkaktussläktet (Espostoa) är ett suckulent växtsläkte inom familjen kaktusväxter. 

## Beskrivning
Ullkaktussläktet är pelarväxande kaktusar och kan bli 3,6 meter höga. Från sidorna på huvudstammen grenar de sig till flera upprätta stammar. Dessa stammar är så tätt beväxta med hår och ull att de raka, rundade åsarna ofta är helt dolda. Stamdiametern kan med åren bli 10 centimeter, men sällan mer. Gamla stammar kan ha 20 till 30 åsar. De håriga eller väldigt ulliga areolerna sitter mycket tätt och kan ha upp till 12 fina radiära taggar. Dessa är vita eller benvita och 1,3-2,5 centimeter långa. Ofta finns det inga centrala taggar. Inte ens på plantor som är 10 år gamla, skulle det finnas sådana är de bara 2,5 centimeter långa och ibland av annan färg. På riktigt gamla exemplar kan centraltaggarna bli 7,5 cm långa. Ullkaktusar bildar äkta cephalium, i regel på ena sidan av stammen, och det är i samma areoler som blommorna utvecklas. Dessa är upp till 5 centimeter i diameter och något klockformade, är vita och slår ut på natten. Blompipen är täckt med fjäll och hår. Frukterna är något ovala, likadana på utsidan som blompipen, och cirka 4 centimeter långa.

## Förekomst
Ullkaktussläktet hör hemma i Peru och södra Ecuador, där de växer på torra bergssluttningar, på höjder mellan 1000 och 2300 meter över havet.

## Systematik
Under åren har vissa ändringar skett inom taxonomin och dessa släkten ingår numera i släktet Espostoa:
- Pseudoespostoa Backeb. 1934
- Thrixanthocereus Backeb. 1937
- Vatricania Backeb. 1950